# Glattwasserwiderstand
Der Begriff Glattwasserwiderstand bezeichnet alle relevanten Widerstandskomponenten, die bei der ungestörten Geradeausfahrt eines Schiffes auftreten. Dazu gehören der Wellenwiderstand, der Reibungswiderstand, der Anhängewiderstand und der Windwiderstand durch Eigenfahrtwind.
Unter Realbedingungen kommen im Seegang noch weitere Widerstandskomponenten hinzu.